# Xã South Fork, Quận Jackson, Iowa
Xã South Fork (tiếng Anh: South Fork Township) là một xã thuộc quận Jackson, tiểu bang Iowa, Hoa Kỳ. Năm 2010, dân số của xã này là 4.647 người.